# Ekna
Ekna är en halvö i nordöstra Helgasjön, kring 20 kilometer norr om Växjö, där också två gårdar med samma namn är belägna.